# Contea di Putnam (Virginia Occidentale)
La contea di Putnam ( in inglese Putnam County ) è una contea dello Stato della Virginia Occidentale, negli Stati Uniti. La popolazione al censimento del 2000 era di 51 589 abitanti. Il capoluogo di contea è Winfield.